# Рибальта, Хуан
Хуан Рибальта (исп. Juan Ribalta; 1597, Мадрид, Габсбургская Испания — октябрь 1628, Валенсия) — испанский живописец периода барокко. Сын, ученик и помощник более знаменитого Франсиско Рибальты. Караваджист.

## Биография
Когда он был очень молод, семья Рибальты переехала в Валенсию, где вскоре после прибытия, в 1601 году, умерла его мать Инес Пелайо. Обученный в мастерской отца и обладающий способностями, он проявил себя не по годам развитым художником, когда в 1615 году подписал, гордо заявив, что ему всего восемнадцать лет, большую картину «Приготовление к Pаспятию», написанную для церкви монастыря Сан-Мигель-де-Лос-Рейес (Музей изящных искусств Валенсии). Хотя в ней можно увидеть связь с произведением того же сюжета, написанным тридцать лет назад его отцом, в стилевом и даже техническом отношении это более новаторская работа, хотя в дальнейшем произведения сына и отца часто путали.
Позднее Хуан Рибальта написал образ «Святого Себастьяна» для собора Валенсии (1616), затем небольшое «Поклонение пастухов» (ныне в Музее изящных искусств Бильбао) и «Святого Петра». Он также писал портреты, в том числе поэта Гаспара де Агилара.
Хуан и сам писал стихи, однако его ранняя смерть, прервала многообещающую карьеру. Он умер в октябре 1628 года в Валенсии, вероятно, став жертвой тифа, всего через девять месяцев после своего отца.
Три картины Хуана Рибальты принадлежат коллекции музея Прадо. Два полотна с образами евангелистов, возможно, приобретённых в конце 1802 года королём Карлосом IV во время поездки в Валенсию, картина с изображением Иоанна Богослова была приобретена в 1961 году и её провенанс неизвестен.

## Галерея
- Поклонение пастухов. Ок. 1620. Медь, масло. Музей изобразительных искусств, Бильбао
- Приготовление к Распятию. 1615. Холст, масло. Музей изящных искусств, Валенсия
- Святой Иероним. 1620-е. Холст, масло. Национальный музей искусства Каталонии, Барселона
- Тайная вечеря. Между 1620 и 1628. Холст, масло. Музей изящных искусств, Валенсия
- Святой Пётр. Между 1625 и 1627. Холст, масло. Музей изящных искусств, Валенсия
- Портрет Гаспара де Агилара. 1641. Холст, масло. Музей изящных искусств, Валенсия
- Святые Матфей и Иоанн Евангелист. Ок. 1625. Холст, масло. Прадо, Мадрид
- Святые Марк и Лука. Ок. 1625. Холст, масло. Прадо, Мадрид